# 紅唇Be My Baby
《紅唇Be My Baby》（日语： Kuchibiru ni Be My Baby */?）是日本女子組合AKB48的第42張單曲作品，Center（中心成员）由高橋南擔任，是高橋自AKB48首張單曲《櫻花的花瓣們》以來，近10年後再次單獨擔任A面曲的Center。

## 簡介
此單曲於2015年11月19日的《Best Hit歌謡祭》節目中首唱，並於2015年11月23日在YouTube公開短版MV，完整版約13分鐘。
唱片中收錄之單曲《365天的紙飛機》為NHK電視台下半年的晨間連續劇《阿淺來了》主題曲，除了是AKB48初次擔任晨間劇主題曲之演唱，亦是史上首次由女子偶像團體演唱晨間劇主題曲。
《紅唇Be My Baby》的MV導演為與AKB48合作多次的高橋榮樹。背景為千葉縣館山市的洲埼燈塔，2015年迎來10週年的AKB48舊地重遊，再次回到主流出道的第一張單曲《好想見你》MV的外景地進行拍攝，主題為「接棒」。

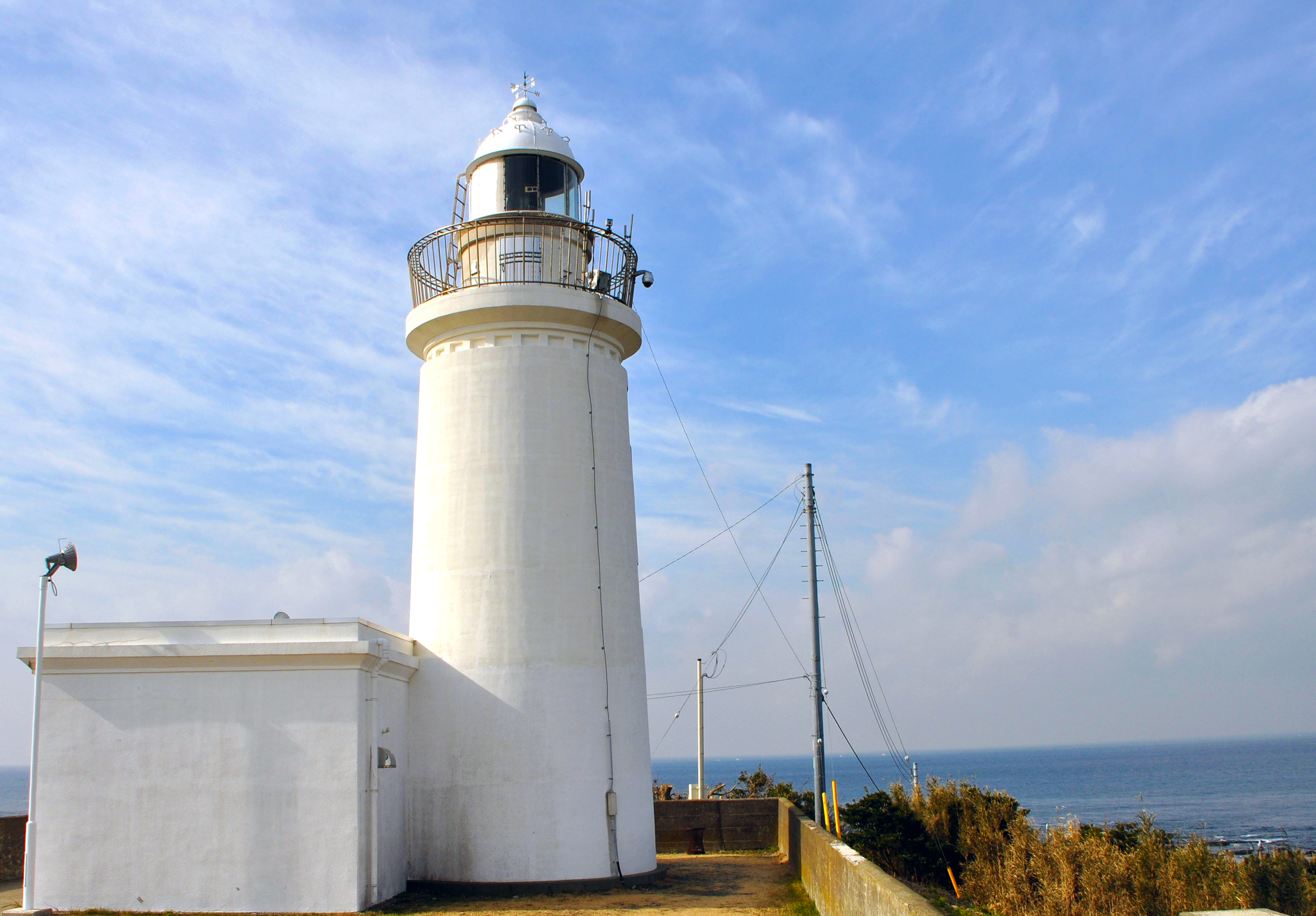
再次成為AKB48的MV背景地之洲埼燈塔

## 銷售成績
2015年12月8日，在Oricon公信榜的推定銷售張數為81.3萬張，發行首日登上第一名。而因為此張單曲，AKB48的單曲累積銷量為3615.8萬張，超越B'z的3580.9萬張成為日本史上單曲總銷量榜第一。秋元康個人所填詞的單曲作品總銷量亦正式突破1億張（1億22萬6000張）。
此單曲亦是繼《RIVER》，連續29張單曲獲得銷量週榜第一名，亦是AKB48自《變成櫻花樹》連續第24張銷量破百萬的單曲。

## 版本與收錄內容
本單曲和前張单曲一樣發售初回限量版與通常版，若不計初回限量版與通常版之差異，《紅唇Be My Baby》一共有Type-A、Type-B、Type-C、Type-D與劇場版共五個版本，其中前四者除了音樂CD外，尚附有一張DVD，而劇場版則不附對應的影片DVD。
全作詞：秋元康

### Type-A
CD
1. 《紅唇Be My Baby》
2. 《365天的紙飛機》（365日の紙飛行機）
3. 《你你你…》（君を君を君を…） - 次世代选拔
4. 《溫柔的place》（やさしい place） - Team A
5. 《紅唇Be My Baby》純配樂版
6. 《365天的紙飛機》純配樂版
7. 《你你你…》純配樂版
8. 《溫柔的place》純配樂版

DVD
1. 《紅唇Be My Baby》MV
2. 《365天的紙飛機》MV
3. 《你你你…》MV
4. 《溫柔的place》MV
5. 《WORDS～minami takahashi speaks words of wisdom～》高橋南10年間各場合經典語錄影像

### Type-B
CD
1. 《紅唇Be My Baby》
2. 《365天的紙飛機》
3. 《班花的選擇》（マドンナの選択） - 玲奈總選舉選拔
4. 《姊姊的自言自語》（お姉さんの独り言） - Team K
5. 《紅唇Be My Baby》純配樂版
6. 《365天的紙飛機》純配樂版
7. 《班花的選擇》純配樂版
8. 《姊姊的自言自語》純配樂版

DVD
1. 《紅唇Be My Baby》MV
2. 《365天的紙飛機》MV
3. 《班花的選擇》MV
4. 《姊姊的自言自語》MV
5. 《邁向PARTY的前方～高橋南 畢業前夕專訪～》

### Type-C
CD
1. 《紅唇Be My Baby》
2. 《365天的紙飛機》
3. 《搗蛋鬼小蝗蟲》（あまのじゃくバッタ） - Team 8
4. 《金色翅膀的人啊》（金の羽根を持つ人よ） - Team B
5. 《紅唇Be My Baby》純配樂版
6. 《365天的紙飛機》純配樂版
7. 《搗蛋鬼小蝗蟲》純配樂版
8. 《金色翅膀的人啊》純配樂版

DVD
1. 《紅唇Be My Baby》MV
2. 《365天的紙飛機》MV
3. 《搗蛋鬼小蝗蟲》MV
4. 《金色翅膀的人啊》MV
5. 《Teramina～取自812兆位元組嚴選高橋南傑作集～》

### Type-D
CD
1. 《紅唇Be My Baby》
2. 《365天的紙飛機》
3. 《鼓勵的話》（背中言葉）
4. 《好像､有點､突然…》（なんか、ちょっと、急に…） - Team 4
5. 《紅唇Be My Baby》純配樂版
6. 《365天的紙飛機》純配樂版
7. 《鼓勵的話》純配樂版
8. 《好像､有點､突然…》純配樂版

DVD
1. 《紅唇Be My Baby》MV
2. 《365天的紙飛機》MV
3. 《鼓勵的話》MV
4. 《好像､有點､突然…》MV
5. 《獻給踏上旅程的你。～AKB48家族成員獻給高橋南的祝福話語集～》

### 劇場盤
1. 《紅唇Be My Baby》
2. 《365天的紙飛機》
3. 《直到刚才还是Ice Tea》（さっきまではアイスティー） - 昆虫学校
4. 《紅唇Be My Baby》純配樂版
5. 《365天的紙飛機》純配樂版
6. 《直到刚才还是Ice Tea》純配樂版

## 歌曲參與成員
島崎遙香因病而無法參與所有音樂影片的舞蹈拍攝，所有在音樂影片中的鏡頭均為補拍，而原訂與宮脇咲良一起擔任Center的《溫柔的place》則僅由宮脇咲良擔任。而峯岸南則因為工作關係無法參與《紅唇Be My Baby》的舞蹈拍攝。

### 紅唇Be My Baby
Center：高橋南
- Team A：入山杏奈、小嶋陽菜、島崎遙香、高橋南、横山由依
- Team K：峯岸南
- Team B：柏木由紀（兼任NGT48）、加藤玲奈、木崎由里亞、渡邊麻友
- SKE48 Team S：松井珠理奈（兼任AKB48 Team K）
- NMB48 Team N：山本彩（兼任AKB48 Team K）
- HKT48 Team H：指原莉乃
- HKT48 Team KIV：宮脇咲良（兼任AKB48 Team A）
- NGT48：北原里英
- SNH48 Team SII：宮澤佐江（兼任SKE48 Team S）

### 365天的紙飛机
Center：山本彩
- Team A：入山杏奈、小嶋陽菜、島崎遙香、高橋南、横山由依
- Team B：柏木由紀（兼任NGT48）、加藤玲奈、木崎由里亞、渡邊麻友
- SKE48 Team S：松井珠理奈（兼任AKB48 Team K）
- NMB48 Team N：山本彩（兼任AKB48 Team K）
- NMB48 Team BII：渡邊美優紀（兼任AKB48 Team B）
- HKT48 Team H：兒玉遙（兼任AKB48 Team K）、指原莉乃
- HKT48 Team KIV：宮脇咲良（兼任AKB48 Team A）
- NGT48：北原里英

### 你你你…
“次世代选拔”名义
Center：兒玉遙
- Team A：大和田南那、谷口惠
- Team K：田野優花、向井地美音、武藤十夢
- Team B：大島涼花
- Team 4：岡田奈奈、川本紗矢、小嶋真子、込山榛香、高橋朱里、西野未姫、村山彩希
- Team 8：坂口渚沙（兼任Team B）
- NMB48 Team BII：渡邊美優紀（兼任AKB48 Team B）
- HKT48 Team H：兒玉遙（兼任AKB48 Team K）

### 溫柔的place
“Team A”名义
Center：島崎遙香、宮脇咲良
- 入山杏奈、岩田華怜、大家志津香、大和田南那、小笠原茉由、小嶋菜月、小嶋陽菜、佐佐木優佳里、島崎遥香、白間美瑠（NMB48 Team M兼任）、高橋南、田北香世子、谷口惠、中西智代梨、中村麻里子、西山怜那、平田梨奈、前田亜美、宮崎美穂、宮脇咲良（HKT48 Team KIV兼任）、山田菜菜美（Team 8兼任）、横山由依

### 班花的選擇
“玲奈七选拔”名义
Center：田中菜津美
- Team A：入山杏奈、島崎遙香、前田亞美
- Team K：田野優花、向井地美音、茂木忍
- Team B：大島涼花、加藤玲奈
- Team 8：佐藤七海
- SKE48 Team E：佐藤堇
- NMB48 Team N：山本彩（兼任AKB48 Team K）
- NMB48 Team M：白間美瑠（兼任AKB48 Team A）
- HKT48 Team H：神志那結衣、田中菜津美、松岡菜摘
- HKT48 Team KIV：村重杏奈

### 姊姊的自言自語
“Team K”名义
Center：向井地美音
- 相笠萌、阿部瑪利亞、石田晴香、市川愛美、兒玉遙（HKT48 Team H兼任）、篠崎彩奈、島田晴香、下口绯奈奈、鈴木瑪莉亞（SNH48 Team SII兼任）、高城亞樹、田野優花、中田千智、永尾瑪利亞、中野郁海（Team 8兼任）、藤田奈那、松井珠理奈（SKE48 Team S兼任）、峯岸南、向井地美音、武藤十夢、茂木忍、山本彩（NMB48 Team N兼任）、湯本亞美

### 搗蛋鬼小蝗蟲
“Team 8”名义
Center：中野郁海
- 阿部芽唯、岩﨑萌花、太田奈緒、大西桃香、岡部麟、小栗有以、小田繪里奈、北玲名、行天優莉奈、倉野尾成美、近藤萌恵里、坂口渚沙（兼任 Team B）、佐藤朱、佐藤栞、佐藤七海、下尾美羽、清水麻璃亜、下青木香鈴、高岡薫、髙橋彩音、谷優里、谷川聖、長久玲奈、中野郁海（兼任 Team K）、永野芹佳、橋本陽菜、服部有菜、濱咲友菜、濱松里緒菜、早坂紬、左伴彩佳、人見古都音、廣瀨夏樹、福地礼奈、藤村菜月、本田仁美、宮里莉羅、舞木香純、谷口萌香、山田菜菜美（兼任 Team A）、山本亜依、山本瑠香、横道侑里、横山結衣、吉川七瀬、吉田華恋、吉野未優

### 金色翅膀的人啊
“Team B”名义
Center：加藤玲奈、木崎由里亞
- 岩佐美咲、内山奈月、梅田綾乃、大島涼花、柏木由紀（兼任NGT48）、加藤玲奈、木﨑由里亞、後藤萌咲、小林香菜、坂口渚沙（Team 8兼任）、竹内美宥、達家真姫宝、田名部生来、福岡聖菜、矢吹奈子（HKT48 Team H兼任）、横島亜衿、渡邊麻友、渡邊美優紀（NMB48 Team BII兼任）

### 鼓勵的話
高橋南畢業曲
Center：高橋南
- Team A：入山杏奈、大和田南那、小嶋陽菜、島崎遙香、高橋南、横山由依
- Team K：峯岸南、向井地美音
- Team B：柏木由紀（兼任NGT48）、加藤玲奈、木崎由里亞、渡邊麻友
- Team 4：込山榛香、高橋朱里
- SKE48 Team S：松井珠理奈（兼任AKB48 Team K）
- NMB48 Team N：山本彩（兼任AKB48 Team K）
- HKT48 Team H：指原莉乃
- HKT48 Team KIV：宮脇咲良（兼任AKB48 Team A）
- NGT48：北原里英
- SNH48 Team SII：宮澤佐江（兼任SKE48 Team S）

### 好像､有點､突然…
“Team 4”名义
Center：川本紗矢、小嶋真子
- 飯野雅、伊豆田莉奈、岩立沙穂、大川莉央、大森美優、岡田彩花、岡田奈奈、川本紗矢、北川綾巴（SKE48 Team S兼任）、北澤早紀、小嶋真子、込山榛香、佐藤妃星、渋谷凪咲（NMB48 Team BII兼任）、高橋朱里、朝長美桜（HKT48 Team KIV兼任）、西野未姫、野澤玲奈、村山彩希

### 直到刚才还是Ice Tea
“昆虫学校”名义
Center：込山榛香、薮下柊
- Team B：後藤萌咲、福岡聖菜
- Team 4：込山榛香
- Team 8：坂口渚沙（兼任Team B）
- SKE48 Team KII：小畑優奈
- SKE48 Team E：後藤乐乐
- NMB48 Team M：植村梓
- NMB48 Team BII：薮下柊
- HKT48研究生：荒巻美咲、今村麻莉愛
- NGT48研究生：小熊倫实、高倉萌香

## 獎項
- 第88回日劇學院賞 主題曲賞：《365天的紙飛機》（阿淺來了）

## 外部連結
- （日語）AKB48官方網站 （页面存档备份，存于）
- 台灣華納音樂介紹頁面
  - （中文）Type-A
  - （中文）Type-B
  - （中文）Type-C
  - （中文）Type-D